# Il sospetto (miniserie televisiva)
Il sospetto è uno sceneggiato televisivo poliziesco del 1972 diretto da Daniele D'Anza e suddiviso in due puntate trasmesse dalla Rai sul Programma Nazionale (Rai 1). Tratto dall'omonimo romanzo pubblicato nel 1953 da Friedrich Dürrenmatt, fu adattato per il piccolo schermo da Diego Fabbri.

## Trama
Il commissario bernese Hans Bärlach, quasi arrivato alla pensione e gravemente malato, per curarsi si reca nella clinica del dottor Emmenberger, sapendo che costui nasconde un misterioso passato.

## Trasmissione
Il sospetto andò in onda sul programma nazionale della Rai, in prima serata, domenica 13 e martedì 15 febbraio 1972.